# Moháč
Moháč (maďarsky Mohács) je město v jižním Maďarsku jižně od Budapešti (196 km) a od Segedínu (156 km) a Debrecínu (400 km) (blízko hranic s Chorvatskem a Srbskem). Město je jedním z nejjižněji položených na uzemí Maďarska, je zde také mezinárodní přístav na Dunaji. Patří k župě Baranya. Město má rozlohu 112,23 km². V jeho blízkosti se nachází Národní park Dunaj-Dráva

## Název
Název města je slovanského původu a odkazuje na sloveso máchat, resp. slovanský kořen mъchъ. Vzhledem k hláskovým změnám v chorvatském jazyce (h na ̈́v) se regionálně rovněž vyskytuje podoba názvu Muvač.

## Klimatické poměry
V oblasti Moháče s mírně teplým a vlhkým klimatem se počet hodin slunečního svitu za rok pohybuje kolem 2060, průměrná roční teplota zde činí od 10,5 do 10,8 °C a pouze severní část podoblasti má průměrnou roční teplotu nižší než 10 °C. Roční množství srážek kolísá kolem 650–700 mm.

## Historie
Podle archeologických průzkumů žili lidé na území dnešního Moháče a okolí již v pravěku. Nalezeny byly základy domů a hromady mědi, bronzu a železa. V dobách Římské říše městem procházela důležitá obranná linie Limes Romanus, která se táhla při Dunaji, který představoval hranici impéria. První připomínka sídla ve středověku pochází z roku 1093. Místní se živili především rybolovem a chovem dobytka.
U města se 29. srpna 1526 odehrála velmi významná bitva mezi poraženými uhersko-českými vojenskými oddíly a mnohem silnějšími a vítěznými tureckými vojsky, po které zahynul Ludvík Jagellonský, král uherský a český, který se v ní (za podpory dalších zemí) neúspěšně pokusil zastavit tureckou expanzi do nitra uherské části své říše. Z bitvy utekl, avšak cestou se utopil v bažině. Tím se otevřela cesta Habsburků na český trůn a Turci během 16. století rozšířili své území o Panonii, většinu Uherska, dnešní Maďarsko.
Takzvaná „druhá bitva u Moháče“ (1687) se ve skutečnosti odehrála více než 40 km odtud u Nagyharsány.
Na historické mapě prvního vojenského mapování z konce 18. století je Moháč jako malá obec rozdělená na dvě části; Nový Mohács (Neu-Mohács), který stále dále od Dunaje a Alt-Mohács, který přiléhal k dunajskému břehu. Oba oddělovalo rozbahněné údolí potoka. V polovině 19. století se již rozdělení obce na tyto dvě části neobjevuje a navíc postupným růstem stavebně splynuly do jediného celku. Ve středu města se nicméně nacházely velké prostory, které byly využity později pro výstavbu veřejných budov.

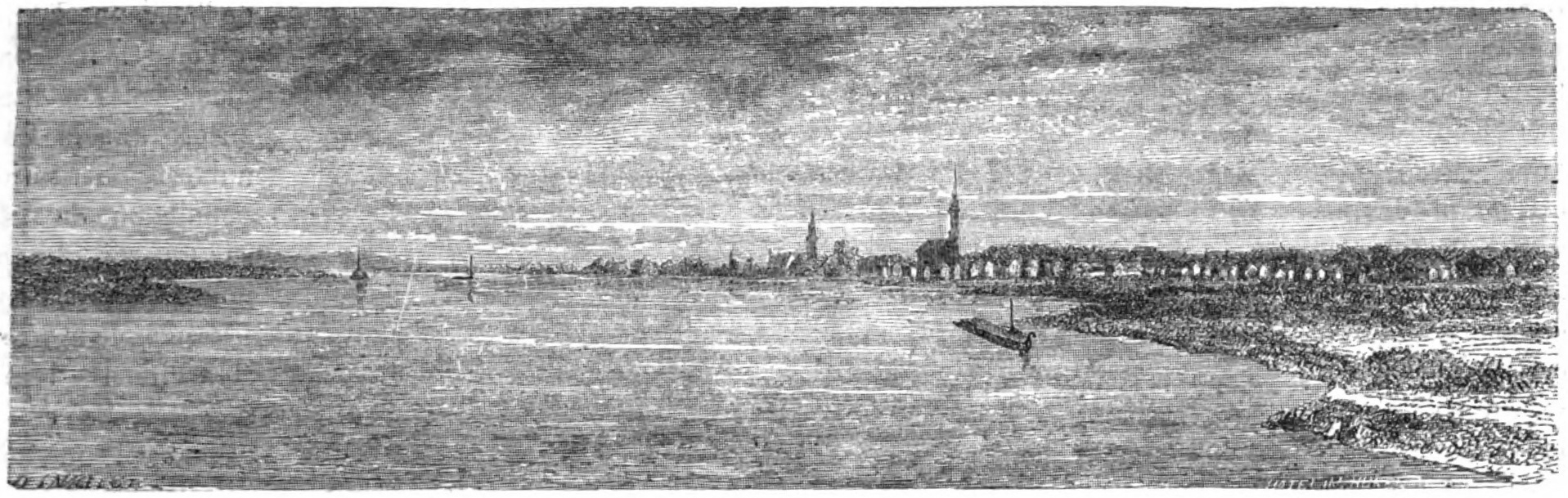
Pohled na město v druhé polovině 19. století.

Až do roku 1839 bylo v Moháči zakázáno se usazovat Židům. Do 50 let od tohoto roku se jejich počet zvýšil na několik set. V roce 1854 koupila místní židovská obec pozemek pro výstavbu první synagogy, od roku 1858 zde působila i židovská škola. 
V roce 1868 ztratil Moháč status města s tržním právem a byl nadále považován za velkou obec. Na mapách třetího vojenského mapování z konce 19. století se kromě přístavu objevuje již i železniční trať do Pécse pod názvem Fünfkirchner Bahn. Město se nerozšiřovalo na druhou stranu za Dunaj; tam vedl pouze přístav. Navíc na druhé straně se nacházel široký lužní les Moháčského ostrova (maďarsky Mohácsi-sziget).
V roce 1910 zde bylo v posledním rakousko-uherském sčítání lidu napočítáno 17 000 obyvatel. Dlouho zde mělo významný podíl jihoslovanské obyvatelstvo, které se časem asimilovalo do většinového maďarského živlu.
V letech 1918 až 1921 byla v Moháči, stejně jako v celém jihu dnešního Maďarska, přítomná srbská, resp. jugoslávská královská armáda. Bylo také součástí krátkodobě existující republiky Baranya-Baja. Po finalizaci státních hranic mezi Maďarskem a Královstvím Srbů, Chorvatů a Slovinců se značná část místních Srbů vystěhovala na jih. Přirozenou výměnou obyvatelstva se podařilo ještě v polovině 20. let 20. století, že počet obyvatel dosáhl původní hodnoty. V roce 1924 získal Moháč statut okresního města. 
Do roku 1941 žilo v Moháči okolo 700 Židů, kteří tvořili zhruba čtyři procenta obyvatelstva. Po příchodu strany Šípových křížů k moci a německé armády byla ve městě ustanovena dvě ghetta. V červnu 1944 byli Židé nahnáni nejprve do Pécse a později odvezeni transporty do vyhlazovacích táborů. Holocaust přežilo jen něco okolo 120 Židů, později jich zůstalo v Moháči žít jen pár desítek (zbytek emigroval do Izraele). Místní synagoga přetrvala válku, propadla však státu.
Během závěru druhé světové války se u Moháče nacházel pontonový, resp. dřevěný most, který využívala Rudá armáda při postupu Evropou. Město bylo osvobozeno dne 26. listopadu 1944. Most byl později zničen během zimy přírodním živlem když Dunaj zamrzl.

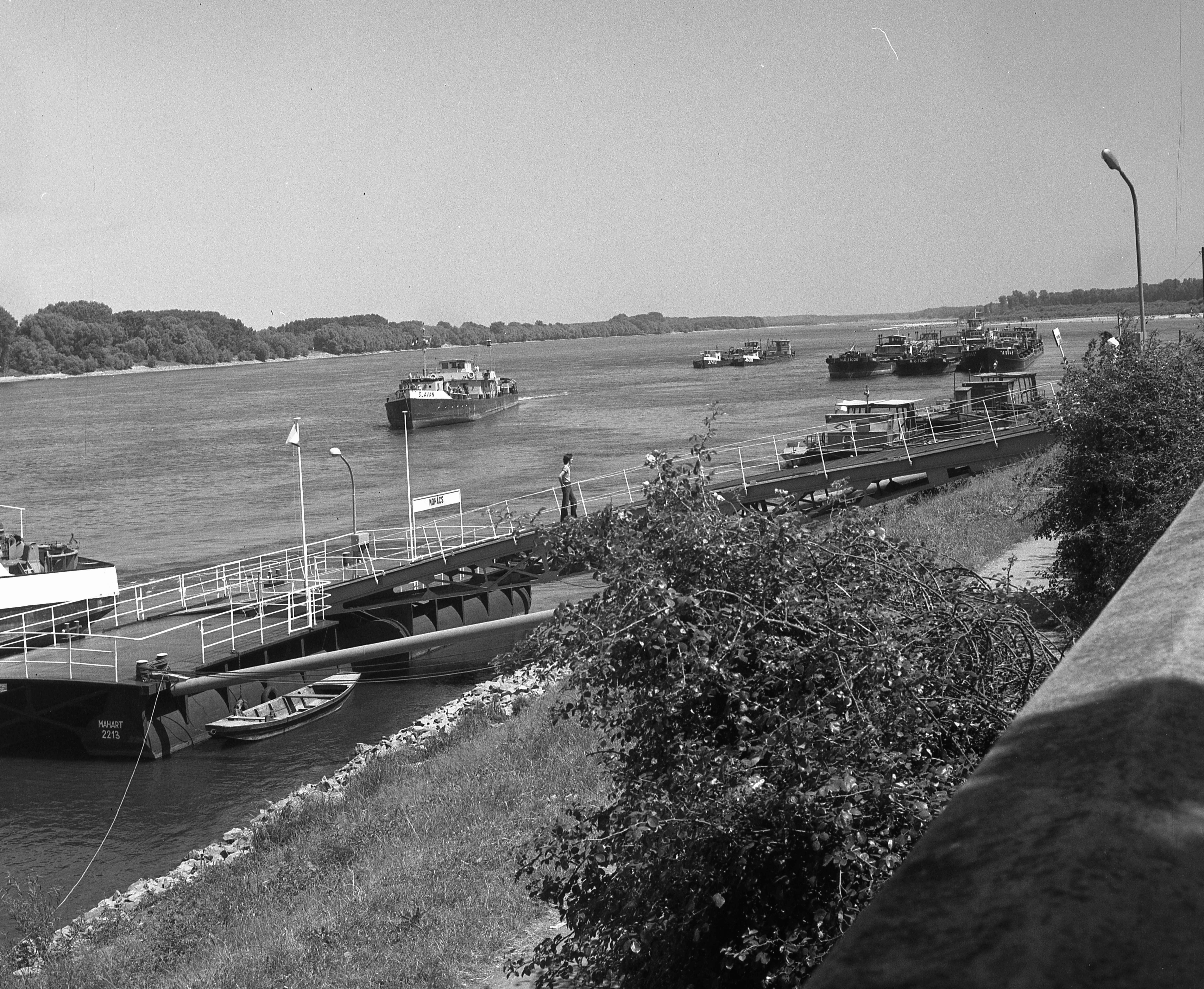
Přístav na Dunaji v roce 1975.

V roce 1949 byl v rámci socialistické výstavby a industrializace Maďarska předpokládán vznik těžkého průmyslu v blízkosti Moháče, nicméně kvůli zhoršujícím se vzájemným vztahům s nedalekou Jugoslávií bylo od tohoto plánu upuštěno a nové město Dunaújváros vzniklo více na sever. V Moháči tak byl realizován pouze lehký průmysl. Místní zemědělství také poškodil rozpad původního způsobu hospodaření na dunajských ostrovech, k tomu došlo v polovině 50. let 20. století. Situaci urychlily záplavy na veletoku. Další povodeň město zasáhla v roce 1965, což přinutilo samosprávu přebudovat dunjaský břeh a doplnit jej o masivní val. Ten byl dokončen roku 1973 a drobně upravován a obnovován na počátku 90. let 20. století.
I tak docházelo po válce k nárůstu počtu obyvatel. Na západním okraji bylo např. postaveno panelové sídliště (Újváros lákótelep) a řada dalších izolovaných panelových domů vyrostla v samotném městě. Roku 2002 obdržel Moháč cenu Jánose Hilda. Průmyslová zóna se rozvíjela severně od města, při břehu Dunaje a železniční vlečce.
V roce 2022 byla zahájena přestavba místního přístavu a dokončena transformace místní továrny na hedvábí do podoby kulturního centra. V souvislosti s evropskou migrační krizí zde nicméně docházelo k častým nelegálním překračováním maďarsko-srbské hranice.

## Obyvatelstvo
V roce 2011 zde žilo 18 884 obyvatel. Ti se drtivou většinou hlásí k maďarské národnosti, zastoupena je i německá a chorvatská menšina (4,7 %). Hlavní organizací chorvatského obyvatelstva v Moháči je taneční soubor Zora, který byl založen roku 1988.
K Římskokatolické církvi se v Moháči hlásí 74,8 % obyvatel. 7,8 % obyvatel se nepřihlásilo k žádné církvi nebo náboženské organizaci.
Město nepatří k oblastem s dramatickou změnou obyvatelstva prostřednictvím migrace. Počet obyvatel nicméně klesá, především z důvodu stárnutí místních.

## Zeleň a parky
Hlavní oázu zeleně pro město představují lužní lesy na břehu Dunaje, včetně ostrova Cigányzátony, který leží jihovýchodně od města. Známý je místní Park hrdinů. V severní části města poblíž nemocnice stojí také Szepessyho park.

## Ekonomika
Město má hospodářský význam především díky svému přístavu. Nachází se na dopravních tazích směrem k Pécsi.
V minulosti existovala v Moháči slévárna. Přístav sloužil k vývozu kamene, také ale uhlí, textilních a potravinářských výrobků. V okolí města je rozšířené sadařství a vinařství. Průmysl je v současné době zaměřen především na oblast potravinářství, značný potenciál má rozvoj turistiky. Nachází se zde závod na výrobu dřevěných desek, který se úspěšně rozšiřuje.
Město se hospodářsky nachází pod celomaďarským průměrem. V roce 2002 místní míra nezaměstnanosti činila 10,6 % a meziročně se zvyšovala a během hospodářské krize se pohybovala okolo 20 %.

## Kultura a památky

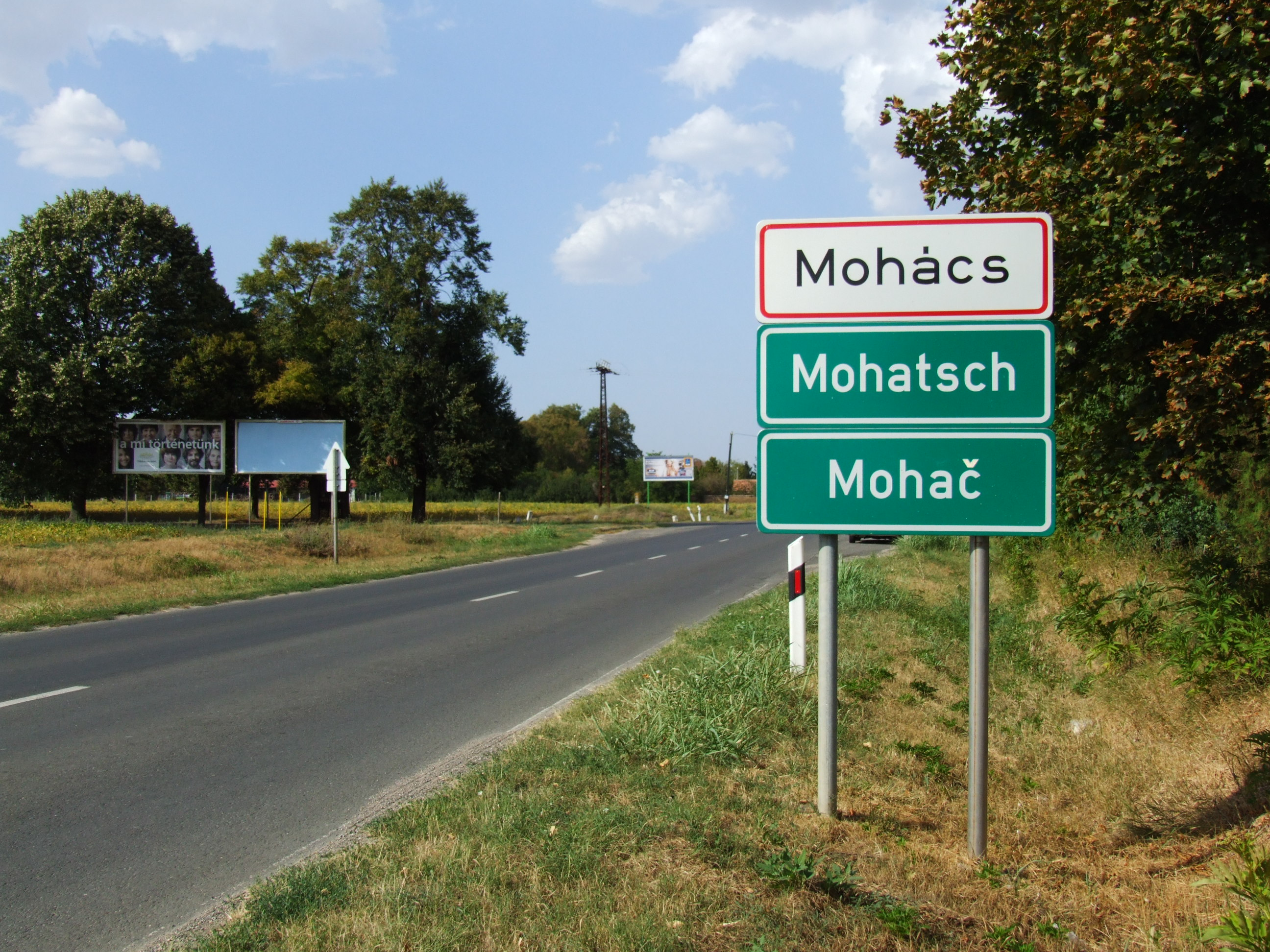
Označení města v maďarském, německém a chorvatském jazyce.

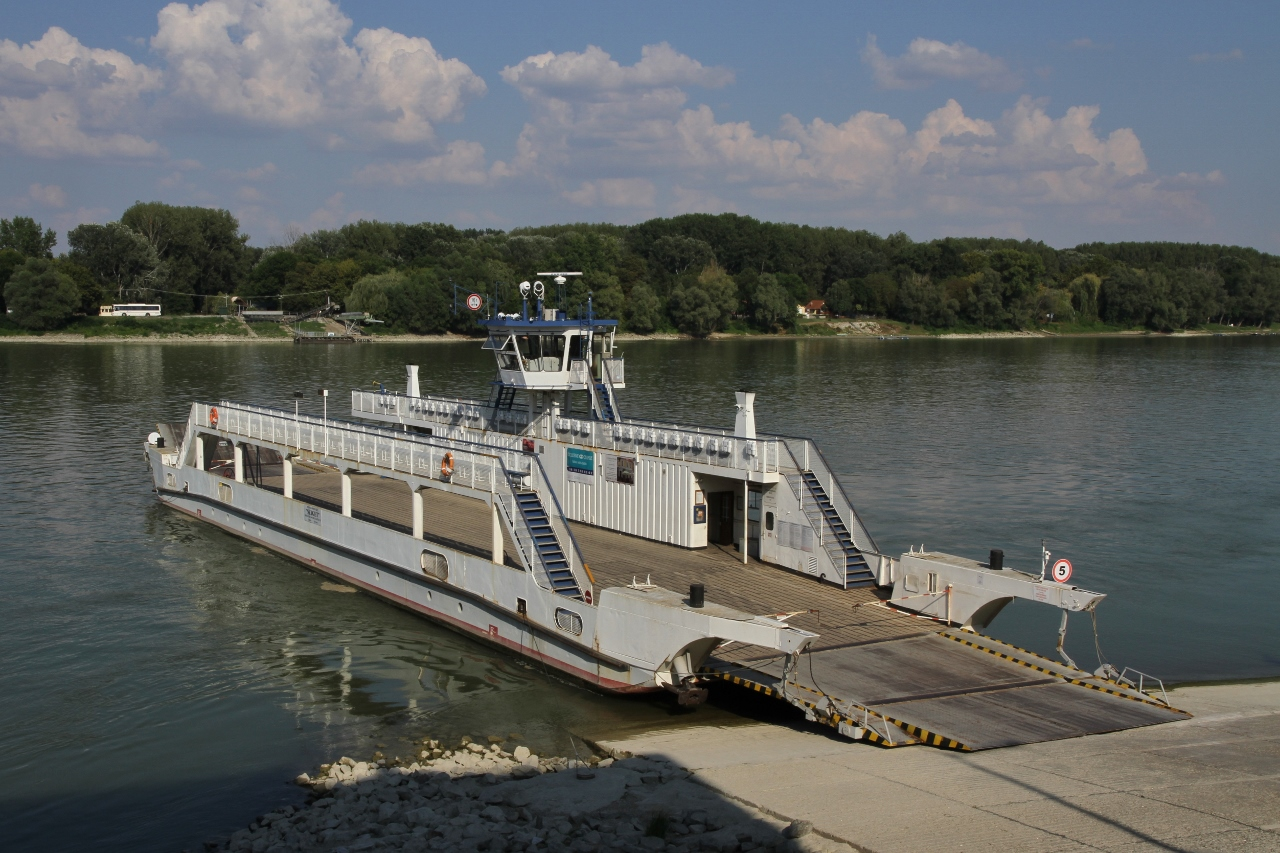
Trajekt přes Dunaj.

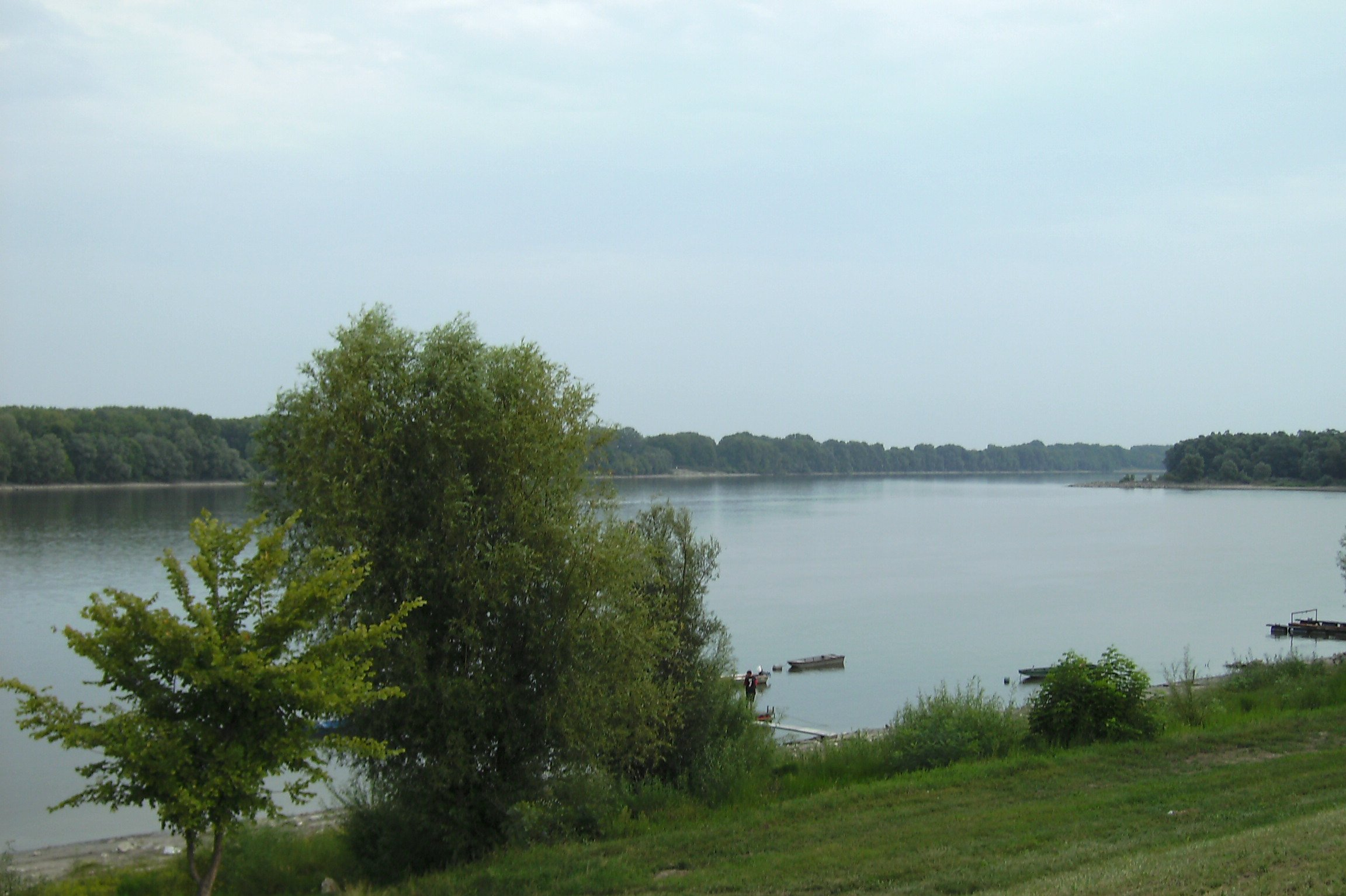
Veletok Dunaj nedaleko Moháče.

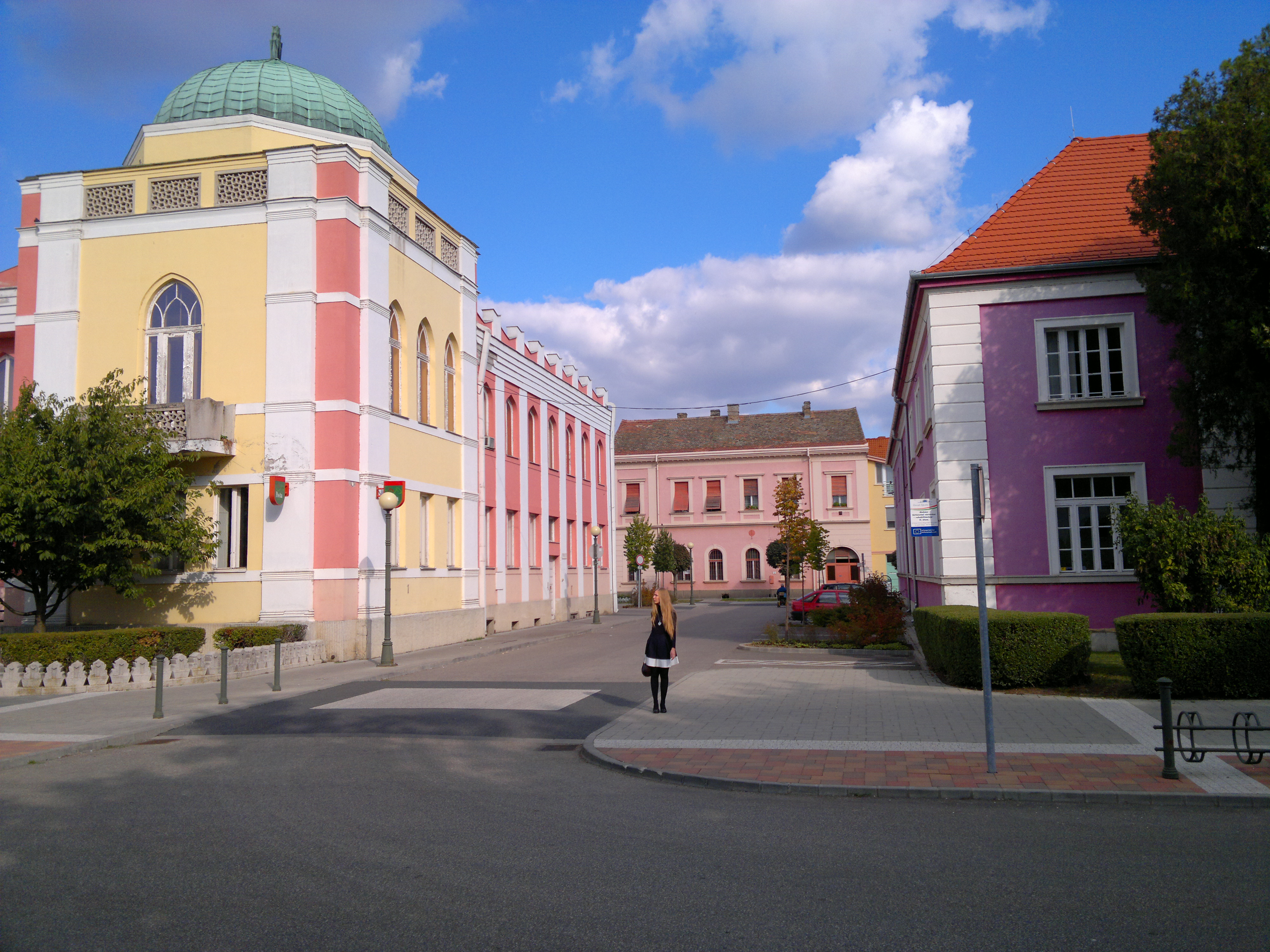
Domy ve středu města.

Ve městě působí Széchenyiho centrum mládeže (maďarsky Széchenyi Ifjúsági Centrum). Stojí zde také Knihovna Jenő Mohácsiho.
Nápadná je zde budova radnice, kterou navrhl ve 20. letech 20. století architekt Aladár Árkay. Je inspirována orientální, resp. blízkovýchodní architekturou. Hlavní pamětihodností je místní kostel Zvěstování Panny Marie (maďarsky Fogadalmi templom), který byl dokončen částečně roku 1940 a dobudován má být ve 3. dekádě 21. století.  V severní části města stojí také františkánský klášter, který zahrnuje kostel sv. Štěpána (maďarsky Szent István király-templom). V Moháči se také nachází pravoslavný kostel (kostel Svaté Trojice spadající pod Budínskou eparchii SPC) a dále jeden evangelický kostel a jeden kostel reformované církve. V severní části města stojí kostel Povýšení svatého kříže.
Bitvu u Moháče připomíná památník. Slavnostně byl odhalen roku 1976 a od roku 2012 je chráněn jako kulturní památka. Další nápadný památník v již zmíněném parku hrdinů připomíná oběti obou světových válek.
Na konci zimy a začátku jara se koná v Moháči pravidelný festival Busojárás, při němž je ukončena zima a vítáno jaro. Koná se již po desítky let.

## Ekonomika
Je zde textilní, strojírenský, dřevozpracující průmysl. Vyrábějí se zde dřevěné desky, pro které se spotřebovává dřevo v nedalekých lužních lesích. Závod byl přestavěn v letech 2006 a 2007. Moháč je znám také svým karnevalem. Kromě toho leží u Mohácse průmyslová zóna s rozlohou, která roku 2020 dosahovala 225 ha. Stojí zde také moderní masokombinát, dokončený roku 2016.
Město se nachází v zemědělsky intenzivně využívané krajině. Pěstována je pšenice a kukuřice.

## Doprava
Do Moháče vede železniční trať z maďarského města Villány. Kromě hlavního nádraží se zde nachází i železniční zastávka Középmező. Hlavové nádraží přiléhá přímo k jednomu z místních přístavišť na Dunaji. Do druhé světové války vedla trať pouze k tomuto nádraží, později odsud byla postavena vlečka do uvedeného závodu na výrobu desek (MOFA), který leží severně od města.
Hlavním silničním tahem do města je silnice celostátního významu č. 56, která vede z oblasti Szekszárdu k chorvatským hranicím. Silnice č. 57 spojuje město s hlavním městem župy Baranya, Pécsí, vzdálenou asi 40 kilometrů. Obě hlavní silnice se dříve stýkaly poblíž centra města, ale v souvislosti s redukcí tranzitní dopravy ve středu města nyní komunikace č. 56 obchází centrum Moháče ze západu. V roce 2010 byl v blízkosti Moháče dokončen úsek dálnice M6, který se nachází 10 km daleko. Výhledově má být také v blízkosti města přemostěn Dunaj.
Přes řeku Dunaj je v provozu přívoz, který spojuje Mohács s vesnicí Újmohács (Nový Moháč) na druhé straně břehu.
Město má svůj vlastní přístav, moderní byl vybudován poblíž železniční stanice. V roce 2021 procházel přístav moderniazcí.

## Školství
Ve městě stojí Gymnázium Károlyho Kisfaludyho. Gymnázium má město již od roku 1935.

## Zdravotnictví
Mohács má vlastní městskou nemocnici.

## Známé osobnosti
- Ferenc Pfaff (1851–1913), maďarský architekt
- Endre Rozsda (1913–1919), francouzsko-maďarský malíř
- Norbert Michelisz (1984), maďarský závodník
- Tamás Dunai (1949), maďarský herec
- Tamás Bánusz (1989), šachista
- Csaba Báthori (1956), maďarský básník
- György Sarosácz, maďarský etnolog

## Partnerská města
- Beli Manastir, Chorvatsko
- Bensheim, Německo
- Beykoz, Turecko
- Câmpia Turzii, Rumunsko
- Siemianowice Śląskie, Polsko
- Wattrelos, Francie
- Sveti Filip i Jakov[15], Chorvatsko